# Ole Jørgen Rawert
Ole Jørgen Rawert (født 3. januar 1786 i København, død 11. juli 1851 sammesteds) var en dansk fabrikembedsmand, toldinspektør, industrihistoriker og tegner, søn af arkitekt Jørgen Henrik Rawert. Han er særlig kendt for sine tegninger af miljø, steder og bygninger.
Efter at han havde fuldført studier blev han ansat i Kommercekollegiet. I 1811 blev han medudgiver af Handels- og Industri-Tidende og året efter medlem af fabrikdirektionen. Han fik kongelig understøttelse til en udenlandsrejse og var i flere lande i Europa i årene 1816-1819 for at gøre sig bekendt med de industrielle forhold.

## Illustrator
På alle sine rejser i Danmark fra 1805 til 1849 tegnede han; der findes bevaret mere end 1500 af hans illustrationer i Det Kongelige Bibliotek, de fleste af dem dateret.
I 2005 blev en del af akvarellerne udgivet i bogform af Niels Peter Stilling.
Han er begravet på Assistens Kirkegård.

## Forfatterskab
- Bornholm beskreven paa en Reise i Aaret 1815; Kjøbenhavn 1819
- Beretning omIndustriens Tilstand i de danske Provindser samt om nogle Midler til dens Fremme nedskreven paa en Reise i Sommerne 1819 og 1820; Kjøbenhavn 1820
- Kongeriget Danmarks industrielle Forhold fra de ældste Tider indtil Begyndelsen af 1848; Kjøbenhavn 1850